# Temple Guiting
Temple Guiting é uma paróquia e aldeia do distrito de Cotswold, no condado de Gloucestershire, na Inglaterra. De acordo com o Censo de 2011, tinha 463 habitantes. Tem uma área de 44,87 km².